# Fanny von Pelzeln
Fanny Pelzel von Pelzeln, Pseudonym Henriette Franz (* 6. Dezember 1826 in Wien; † 12. August 1904 ebenda) war eine österreichische Schriftstellerin.
Franziska Edle von Pelzeln war eine Tochter des Appellationsgerichtsrats Josef Edler von Pelzeln (* 1784; † 23. März 1832) und dessen Ehefrau Karoline (Lotte) Pichler (* im Jänner 1798; † 24. April 1855); sie war die ältere Schwester von Marie von Pelzeln. Sie war väterlicherseits eine Enkelin des Regierungsrats Josef Bernhard von Pelzel (1745–1804), mütterlicherseits von Caroline Pichler.
Gemeinsam mit ihrer Schwester Marie wurde sie im Haus ihrer Großmutter erzogen, in deren Salon sie u. a. die Schriftsteller Ernst von Feuchtersleben, Auguste von Littrow, Anton Pannasch und Johann Ladislaus Pyrker kennenlernte. Ab 1862 trat sie mit Prosaveröffentlichungen hervor und wurde besonders durch ihre Beiträge in den Zeitschriften Das Vaterland, Kölner Volksbote und in dem von Joseph Alexander von Helfert herausgegebenen Österreichischen Jahrbuch wie ihre Schwester zu einer vielgelesenen Autorin.

## Schriften
- Der Erbe vom Weidenhof. Roman, Köln 1884
- Aus Karoline Pichler’s letzten Lebensjahren. Erzählung, Wien 1899